# Parinya Chuaimaroeng
Parinya Chuaimaroeng (née le 16 décembre 1997) est une athlète thaïlandaise, spécialiste du triple saut.

## Carrière
Le 25 mai 2018, elle porte son record personnel du triple saut à 14,17 m (+1,0), à Taipei.
Médaillée d'argent aux Jeux asiatiques de 2018 à Jakarta, elle remporte la médaille d'or aux championnats d'Asie 2019 à Doha avec un saut à 13,72 m.

## Palmarès
| Date | Compétition                   | Lieu         | Résultat | Epreuve     | Marque  |
| ---- | ----------------------------- | ------------ | -------- | ----------- | ------- |
| 2016 | Championnats du monde juniors | Bydgoszcz    | 9e       | Longueur    | 6,07 m  |
| 2017 | Jeux d'Asie du Sud-Est        | Kuala Lumpur | 6e       | Longueur    | 6,04 m  |
| 2017 | Jeux d'Asie du Sud-Est        | Kuala Lumpur | 3e       | Triple saut | 13,32 m |
| 2017 | Jeux asiatiques en salle      | Achgabat     | 6e       | Triple saut | 12,87 m |
| 2018 | Jeux asiatiques               | Jakarta      | 7e       | Longueur    | 6,26 m  |
| 2018 | Jeux asiatiques               | Jakarta      | 2e       | Triple saut | 13,93 m |
| 2018 | Coupe continentale            | Ostrava      | 7e       | Triple saut | 13,53 m |
| 2019 | Championnats d'Asie           | Doha         | 1re      | Triple saut | 13,72 m |
| 2019 | Universiade                   | Naples       | 10e      | Triple saut | 13,18 m |

## Records
| Épreuve     | Épreuve   | Marque  | Lieu     | Date              |
| ----------- | --------- | ------- | -------- | ----------------- |
| Triple saut | Plein air | 14,17 m | Taipei   | 25 mai 2018       |
| Triple saut | En salle  | 12,87 m | Achgabat | 19 septembre 2017 |